# Svantjärnen (Fredrika socken, Lappland)
Svantjärnen är en sjö i Åsele kommun i Lappland och ingår i Gideälvens huvudavrinningsområde. Sjön har en area på 0,0645 kvadratkilometer och ligger 342 meter över havet.

## Delavrinningsområde
Svantjärnen ingår i det delavrinningsområde (712417-161232) som SMHI kallar för Inloppet i Stor-Lavsjön. Medelhöjden är 344 meter över havet och ytan är 11,41 kvadratkilometer. Räknas de 23 avrinningsområdena uppströms in blir den ackumulerade arean 142,99 kvadratkilometer. Lavsjöån som avvattnar avrinningsområdet har biflödesordning 2, vilket innebär att vattnet flödar genom totalt 2 vattendrag innan det når havet efter 144 kilometer. Avrinningsområdet består mestadels av skog (86 procent). Avrinningsområdet har 0,07 kvadratkilometer vattenytor vilket ger det en sjöprocent på 0,6 procent.